# Walter Pedraza
Walter Fernando Pedraza Morales (ur. 27 listopada 1981 w Soacha) – kolumbijski kolarz szosowy, zawodnik kolumbijskiej grupy kolarskiej GW-Shimano.

## Najważniejsze osiągnięcia
- 2004
  - 8. miejsce w Clásico RCN
- 2005
  -  1. miejsce w Mistrzostwach Kolumbii (start wspólny)
  - 1. miejsce na 3. etapie Vuelta a Colombia
- 2006
  - 1. miejsce na 7. etapie Vuelta a Colombia
- 2007
  - 3. miejsce w Tour de Langkawi
  - 10. miejsce w Vuelta al Táchira
- 2008
  - 3. miejsce w Tour of Bulgaria
  - 3. miejsce w Mistrzostwach Kolumbii (start wspólny)
- 2009
  - 3. miejsce w Tour of Bulgaria
- 2011
  - 1. miejsce na 1. etapie Vuelta a Colombia
- 2012
  -  Zwycięzca klasyfikacji górskiej Vuelta a Castilla y León
  -  Zwycięzca klasyfikacji górskiej Vuelta a Asturias
- 2013
  -  1. miejsce w Mistrzostwach Kolumbii (start wspólny)
- 2014
  -  Zwycięzca klasyfikacji górskiej Vuelta a Colombia
  - 5. miejsce w Vuelta a Guatemala
    -  Zwycięzca klasyfikacji górskiej

  - 6. miejsce w Tour do Brasil
    - 1. miejsce na 7. etapie